# 西蔵前町
西蔵前町（にしくらまえちょう）は、愛知県岡崎市岩津地区の町名。現行行政地名は西蔵前町1丁目及び西蔵前町2丁目と10の小字が設置されている。

## 地理
岡崎市の北部に位置する。

### 河川
- 矢作川
- 青木川

### 小字
| - 字磯部前（いそべまえ） - 字岩鼻（いわはな） - 字沖（おき） - 字季平（きひら） - 字五反田（ごたんだ） | - 字砂田（すだ） - 字棚田（たなだ） - 字峠（とうげ） - 字西屋敷（にしやしき） - 字東屋敷（ひがしやしき） |

## 世帯数と人口
2019年（令和元年）5月1日現在の世帯数と人口は以下の通りである。
| 町丁     | 世帯数  | 人口    |
| -------- | ------- | ------- |
| 西蔵前町 | 457世帯 | 1,235人 |

### 人口の変遷
国勢調査による人口の推移
| 1995年（平成7年）  | 516人   | [ 5 ] |  |
| 2000年（平成12年） | 602人   | [ 6 ] |  |
| 2005年（平成17年） | 731人   | [ 7 ] |  |
| 2010年（平成22年） | 754人   | [ 8 ] |  |
| 2015年（平成27年） | 1,241人 | [ 9 ] |  |

## 小・中学校の学区
市立小・中学校に通う場合、学区は以下の通りとなる。
| 番・番地等 | 小学校             | 中学校             | 高等学校 |
| ---------- | ------------------ | ------------------ | -------- |
| 全域       | 岡崎市立岩津小学校 | 岡崎市立岩津中学校 | 三河学区 |

## 歴史

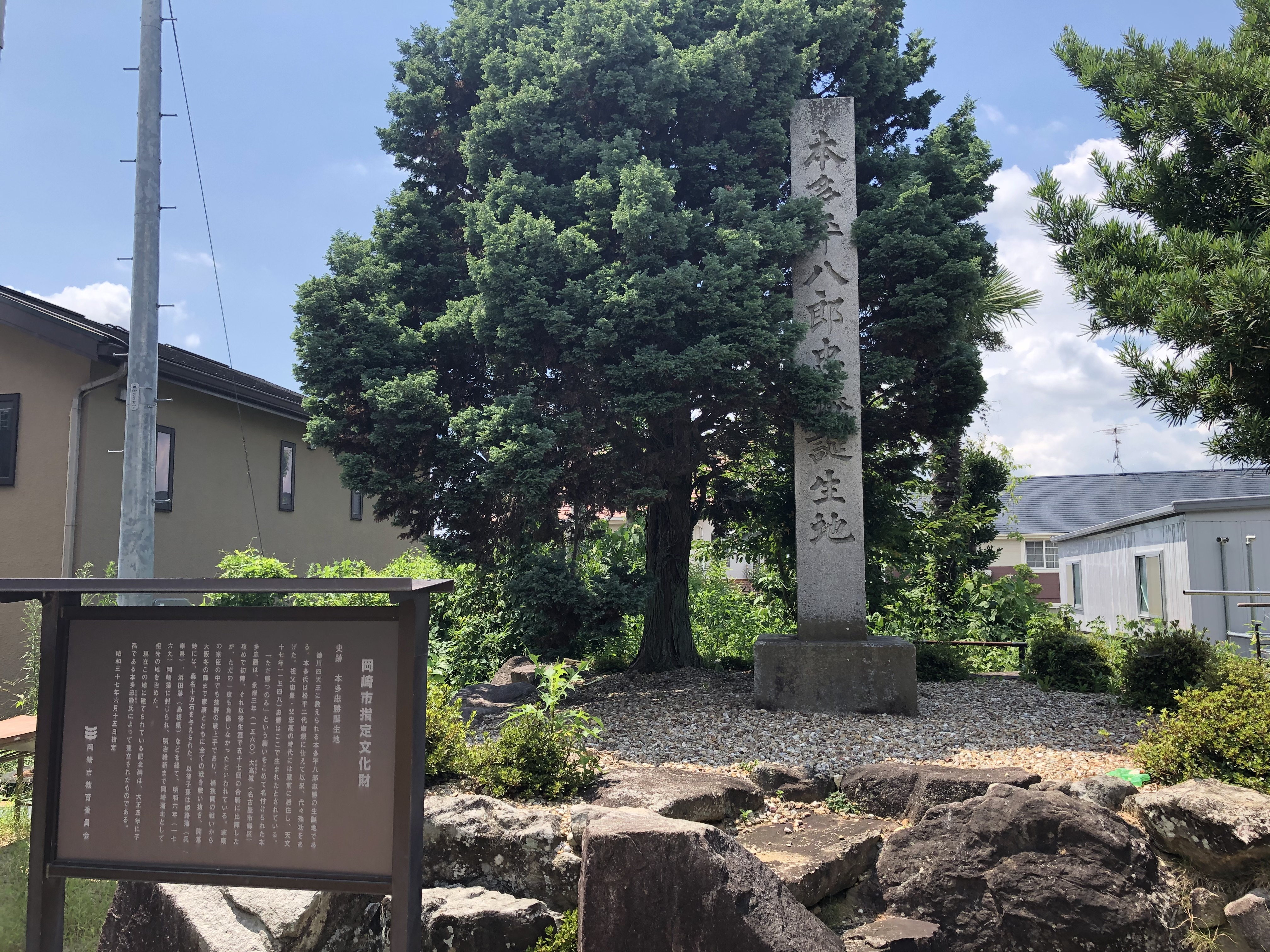
本多平八郎忠勝誕生地石碑

額田郡西蔵前村を前身とする。中世、この地にあった西蔵前城で、1548年に本多忠勝が出生したとされ、本多忠勝誕生地の碑が建つ。 
江戸時代には岡崎藩により治められていた。

### 町名の由来
当地に領主の倉庫、あるいは入津の船舶が輸送した貨物を納める蔵があったことによるとされる。

### 沿革
- 1889年（明治22年）10月1日 - 町村制施行・合併に伴い、額田郡岩津村大字西蔵前となる[13]。
- 1928年（昭和3年）5月1日 - 町制施行に伴い、岩津町大字西蔵前となる[14]。
- 1955年（昭和30年）2月1日 - 岡崎市へ編入し、同市西蔵前町となる[14]。
- 1989年（平成元年）8月19日 - 岩津町・東蔵前町の各一部を編入し、1〜2丁目を新設。一部が東蔵前町・岩津町2丁目となる[14][15][16]。

### 史跡
- 蔵前古墳
- 本多忠勝誕生地（市史跡）[17]

## 交通
道路
- 国道248号
  - 新青木橋
- 愛知県道39号岡崎足助線
  - 足助街道
  - 青木橋通り
- 愛知県道239号岡崎豊明線
- 都市計画道路蔵前線[18]

## 施設
- 岡崎市北部地域交流センター・なごみん （建物1階に岡崎市役所岩津支所がある）
- 西蔵前町公民館
- 碧海信用金庫岩津支店
- JAあいち三河岩津支店
- 昭和冷蔵 岡崎配送センター

## その他

### 日本郵便
- 郵便番号 : 444-2147[3]（集配局：岩津郵便局[19]）。

## 参考資料
- 「角川日本地名大辞典」編纂委員会 編『角川日本地名大辞典 23 愛知県』角川書店、1989年3月8日。ISBN 4-04-001230-5。
- 有限会社平凡社地方資料センター 編『日本歴史地名体系 23 愛知県の地名』平凡社、1981年。ISBN 4-582-49023-9。
- 新編岡崎市史編さん委員会 編『新編岡崎市史 総集編 20』1993年。